# Carl Friedrich Heman

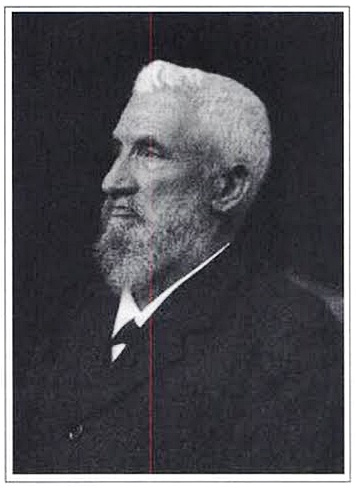
Carl Friedrich Heman

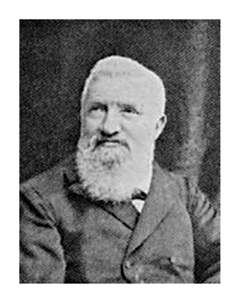
Carl Friedrich Heman

Carl Friedrich Heman (* 30. August 1839 in Grünstadt; † 3. April 1919 in Basel) war ein deutscher evangelischer Theologe und Professor für Philosophie an der Universität Basel.

## Leben und Wirken

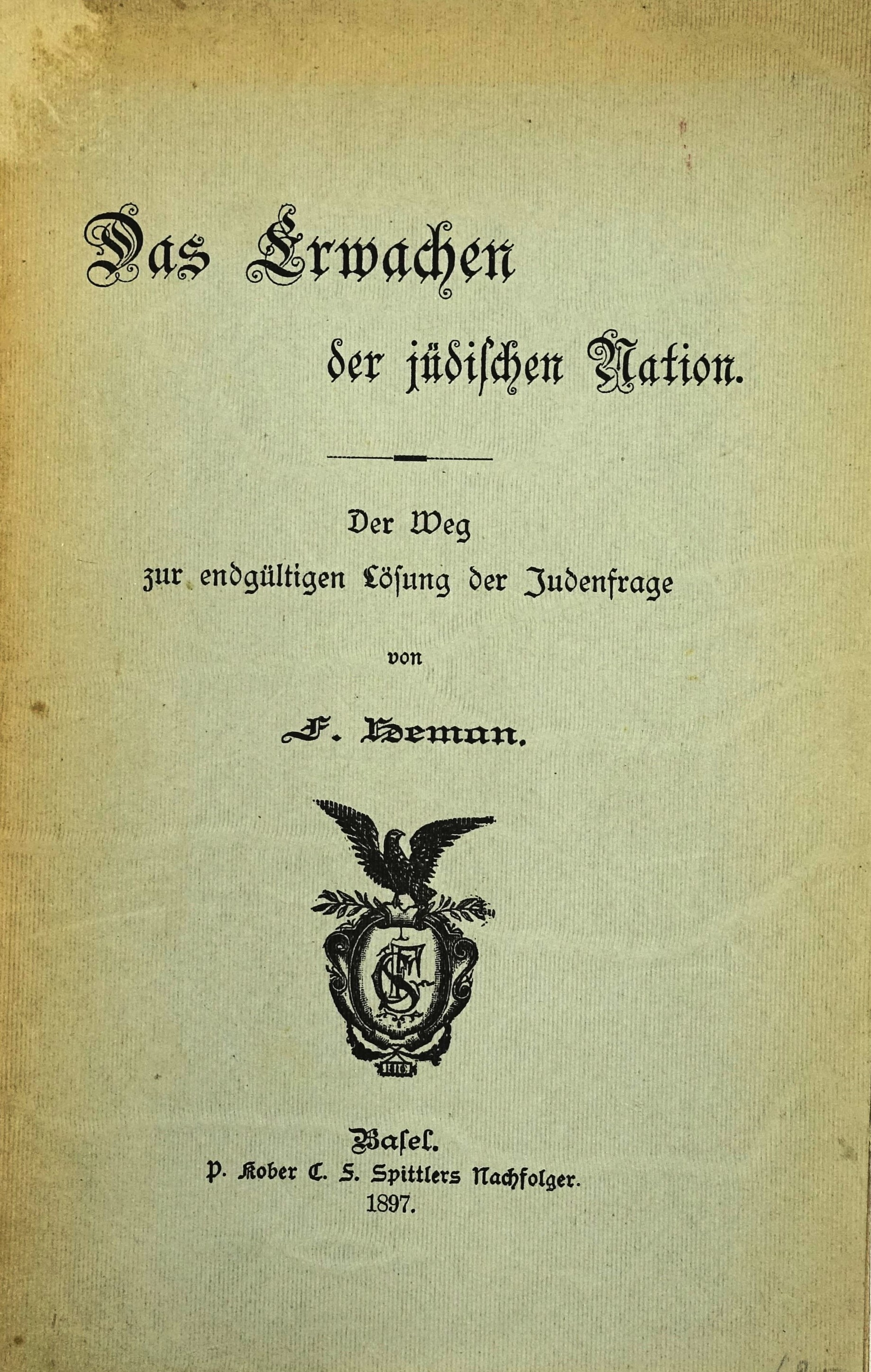
Das Erwachen der jüdischen Nation; Der Weg zur endgültigen Lösung der Judenfrage, Erstausgabe, erschienen im Oktober 1897 nach dem ersten Zionistenkongress. Basel 1897. In der Sammlung des Jüdischen Museums der Schweiz.

Er wurde geboren als Sohn des 1833 vom Judentum zum evangelischen Christentum konvertierten Lehrers Heinrich Wilhelm David Heman (1793–1873). Dieser stammte aus Kindenheim und hatte durch die Konversion seine Stelle als Lehrer an der jüdischen Schule in Grünstadt verloren. Deshalb stellte ihn der mit ihm befreundete Schulleiter Heinrich Dittmar als Mathematiklehrer an der Grünstadter Lateinschule ein, von wo er 1844 nach Basel übersiedelte und die Leitung des vom evangelischen „Verein der Freunde Israels“  betriebenen „Proselytenhauses“ übernahm.
Carl Friedrich Heman kam zur Welt, während der Vater in Grünstadt als Mathematiklehrer wirkte, und verzog 1844 mit seiner Familie nach Basel. Er besuchte dort die Schule und wechselte 1857 auf das Gymnasium Zweibrücken, wo er die letzte Klasse und das Abitur absolvierte.
1858 kehrte Heman nach Basel zurück und begann Philosophie zu studieren. Ab 1860 besuchte er die Universität Erlangen und widmete sich der evangelischen Theologie. Dieses Studium setzte er ab 1861 in Tübingen und nach einer kurzen Unterbrechung durch den Militärdienst ab 1863 in Basel fort. Während seines Studiums wurde er Mitglied des Erlanger und des Tübinger Wingolf sowie des Schwizerhüsli Basel im Falkensteinerbund. 1864 legte er das theologische Examen bei der Protestantischen Landeskirche der Pfalz in Speyer ab und wurde an der Universität Tübingen im Fach Philosophie promoviert.
1864–1871 wirkte Carl Friedrich Heman als Pfarrvikar in Germersheim. Hier heiratete er 1870 Sophie Blaul (1843–1930), die Tochter des verstorbenen Stadtpfarrers und Heimatdichters Georg Friedrich Blaul, mit der er sieben Kinder hatte. Ab 1871 amtierte Heman als evangelischer Pfarrer im pfälzischen Konken. 1874 folgte er seinem im Vorjahr verstorbenen Vater im Amt als Leiter des Baseler Proselytenhauses der „Freunde Israels“ nach.
1883 habilitierte er sich an der Universität Basel in Theologie und wurde 1888 zum außerordentlichen Professor ernannt, jedoch an der Philosophischen Fakultät für die Fächer Philosophie und Pädagogik. Dieser Fachwechsel hatte offenbar mit den ihm öfter vorgeworfenen „katholisierenden Tendenzen“ zu tun, die u. a. in der Hochschätzung der scholastischen Philosophie und Theologie bestanden.
1916 trat er von seinen Universitätsämtern zurück und starb 1919 in Basel.
Carl Friedrich Heman war befreundet mit dem Mathematiker Georg Cantor und persönlich bekannt mit Theodor Herzl, dessen 1. Zionistischen Weltkongress in Basel er 1897 mit organisierte, da auch er die Schaffung eines eigenen jüdischen Staates als notwendig ansah.
Heman verfasste eine große Zahl von Büchern und Schriften, hauptsächlich zu philosophisch-theologischen Themen, aber auch zur Geschichte des Judentums. Sie wurden teils übersetzt in andere Sprachen und teils auch in neuerer Zeit nachgedruckt bzw. wieder aufgelegt.

## Online abrufbare Werke Hemans
- Onlineansicht des Werkes: Eduard von Hartmann's Religion der Zukunft in ihrer Selbstzersetzung, 1875
- Onlineansicht des Werkes: Die historische Weltstellung der Juden und die moderne Judenfrage, 1881
- Onlineansicht des Werkes: Die religiöse Weltstellung des jüdischen Volkes, 1882
- Onlineansicht des Werkes: Geschichte der neueren Pädagogik, Neuauflage von 1921